# ヨハン・エレアザル・ツァイシッヒ
ヨハン・エレアザル・ツァイシッヒ(Johann Eleazar Zeissig、1737年11月7日 - 1806年8月23日）はドイツの画家である。風俗画を描き、陶器のデザインもした。フランスで活動した時期から、故郷、ザクセンのシェーナウ(Schönau)に因んで、ヨハン・エレアザル・シェーナウ(Johann Eleazar Schenau)と名乗った。ドレスデンの美術アカデミーの校長を務めた。

## 略歴
ザクセンのツィッタウに近いグロスシェーナウ(Großschönau)で貧しいダマスク織職人の家に生まれた。父親から教育を受け、早くから絵の才能を見せると、12歳の時、ドレスデンに送られ、法律家の事務員をしながら絵を学んだ。ドレスデンの宮廷画家、アントン・ラファエル・メングスの弟子たちに援助されて宮廷の美術学校で学ぶことができた。ツァイシッヒはフランス生まれの宮廷画家で美術学校の校長、ルイ・ド・シルヴェストル(Louis de Silvestre) の息子、シャルル＝フロンソワ・ド・シルヴェストル(Charles-François de Silvestre)に学んだ。
1754年にプロイセンとフランスの間に七年戦争が起こり、ドレスデンがプロイセン軍に占領されると、ツァイシッヒはシルヴェストルとパリに移った。パリには1770年まで滞在した。フランスの王立絵画彫刻アカデミーで働き、とくにドイツ生まれの画家、版画家のヨハン・ゲオルク・ヴィレ(Johann Georg Wille:1715-1808)のもとで働いた。
当時のフランスの指導的な芸術家たち、フランソワ・ブーシェ、ガブリエル＝フランソワ・ドワイアン、モーリス・カンタン・ド・ラ・トゥール、エドム・ブーシャルドンらと知り合い、風俗画の得意なジャン＝バティスト・グルーズの作品から特に影響を受けた。パリで、16世紀イタリアの巨匠、コレッジョやグイド・レーニ、ティツィアーノ・ヴェチェッリオの作品を模写して修行し、ザクセンの外交官たちの援助を受けた。セーヴル焼の工場で陶器の絵付けも行った。パリ時代に故郷、シェーナウ(Schönau)に因んで、ヨハン・エレアザル・シェーナウと名乗るようになった。
シルヴェストルらに紹介されて、フランス王室にも知られるようになり、皇太子から注文も受けて風俗画を描き、人気のある画家になった。1770年にドレスデンに戻り、ドレスデンの美術アカデミーのメンバーとなった。1773年にマイセンの陶器工場の絵画学校の校長になった。1774年に美術アカデミーの風俗画、人物画の教授になり、1776年に美術アカデミーの校長シャルル・フランソワ・ユタンが没した後にジョヴァンニ・バティスタ・カサノヴァとともに校長となり、1795年にカサノヴァが亡くなった後は、単独で校長を務めた。

## 作品

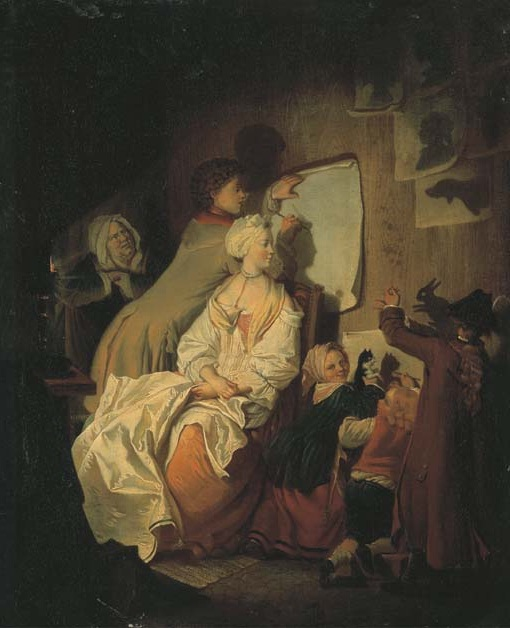
手影絵遊びをする家族
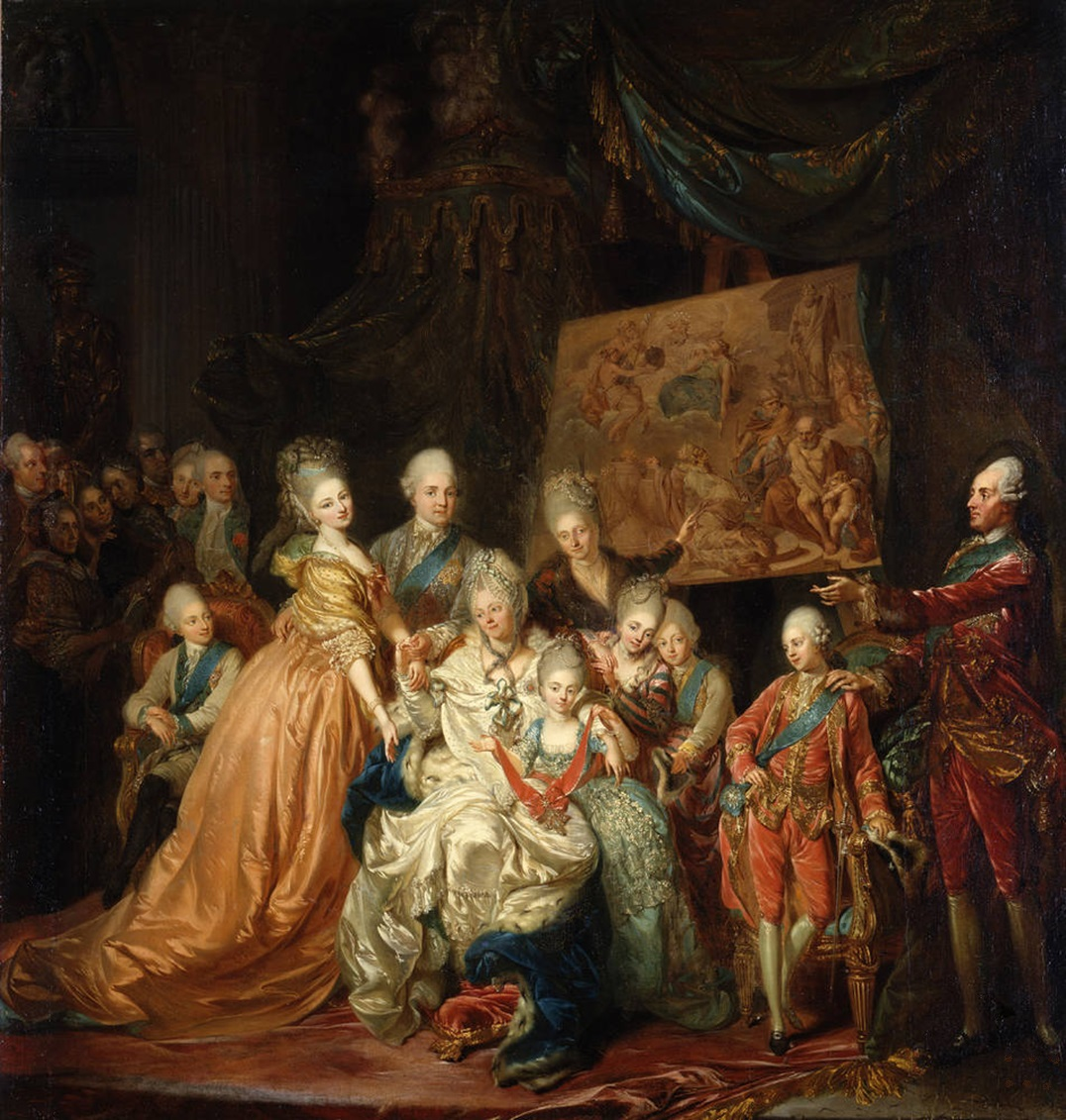
ザクセン選帝侯の家族(1772)
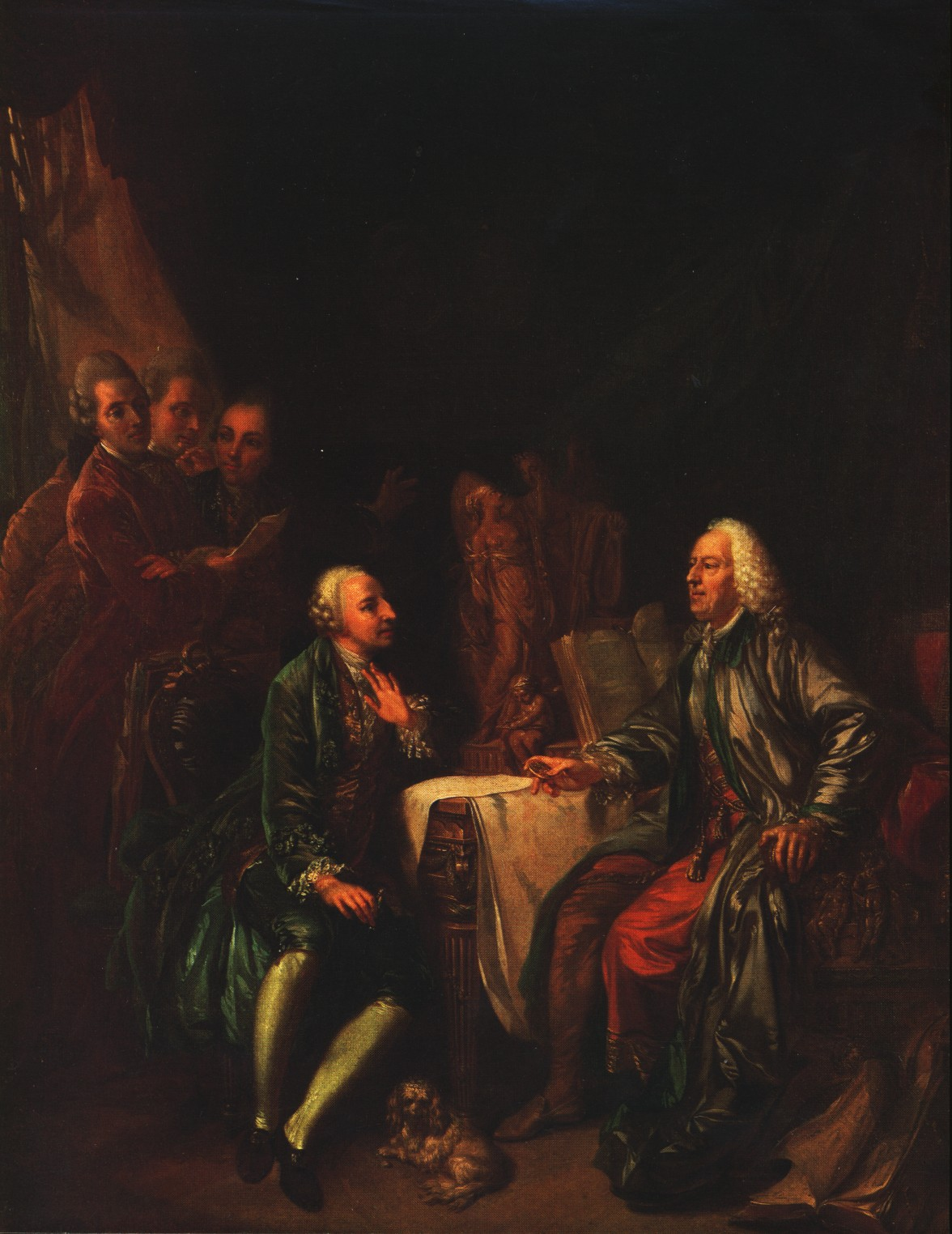
"Das Kunstgespräch" (1777)
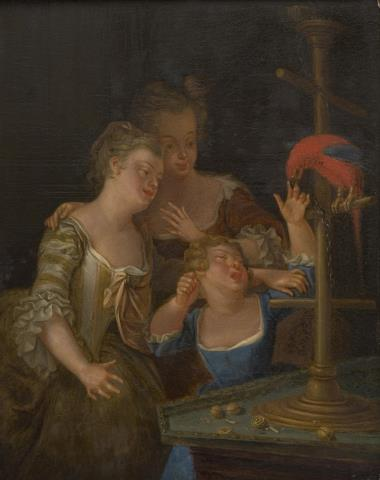